# Bichancourt
Bichancourt é uma comuna francesa na região administrativa de Altos da França, no departamento de Aisne. Estende-se por uma área de 7,73 km². Em 2010 a comuna tinha 1 038 habitantes (densidade: 134,3 hab./km²).